# Noblessner

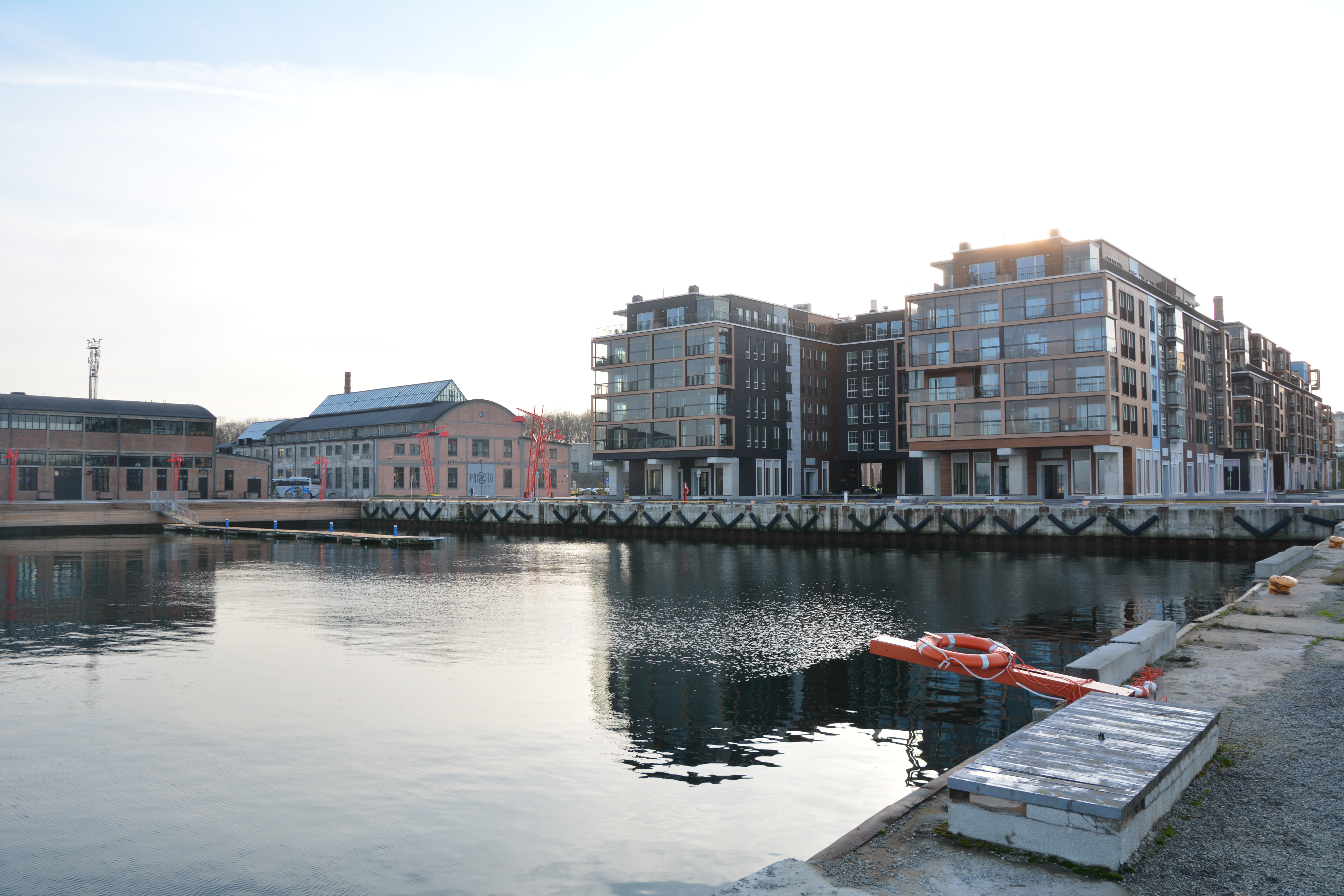
Bostäder i Noblessner

Noblessner är ett område i distriktet Kalamaja i Tallinn, som är under utveckling till ett lyxigt bostads- och kulturområde. 
Området är benämnt efter ubåtsvarvet Nobel & Lessner, som etablerades här 1912 av Ludvig Nobel och Gustav Lessner. Ubåtsvarvet och senare uppföljande skeppsvarv upphörde med sin verksamhet omkring 2001. Dessförinnan hade en fritidsbåtshamn inrättats i området. Noblessner ligger omedelbart väster om andra restaurerade områden utmed Finska viken, som det 2002 stängda fängelsekomplexet Patarei sjöfästning och fängelse, numera kulturhusområde, och sjöflygplatsen Tallinns sjöflyghamn, med en filial av Estlands sjöfartsmuseum. Mellan Noblessner och innerstan löper gång- och cykelstråket Kulturkilometern på en tidigare banvall. Noblessner angränsar också till Kalamaja kyrkogårdspark.
Noblessner är det första bostadsområdet i Tallinn som ligger havsnära omedelbart vid kusten av Finska viken. En del av de övergivna industribyggnaderna har bevarats och restaurerats till kontorshus och byggnader för kulturinstitutioner. Restaurationer och nybyggnationer pågår fortfarande (2019).
Huvudkontoret för Europeiska unionens byrå för den operativa förvaltningen av stora it-system inom området frihet, säkerhet och rättvisa ligger i omedelbar anslutning till Noblessner.

## Kulturinstitutioner i Noblessner
- Kai konstcentrum
- Proto upptäckarverkstad

## Bildgalleri

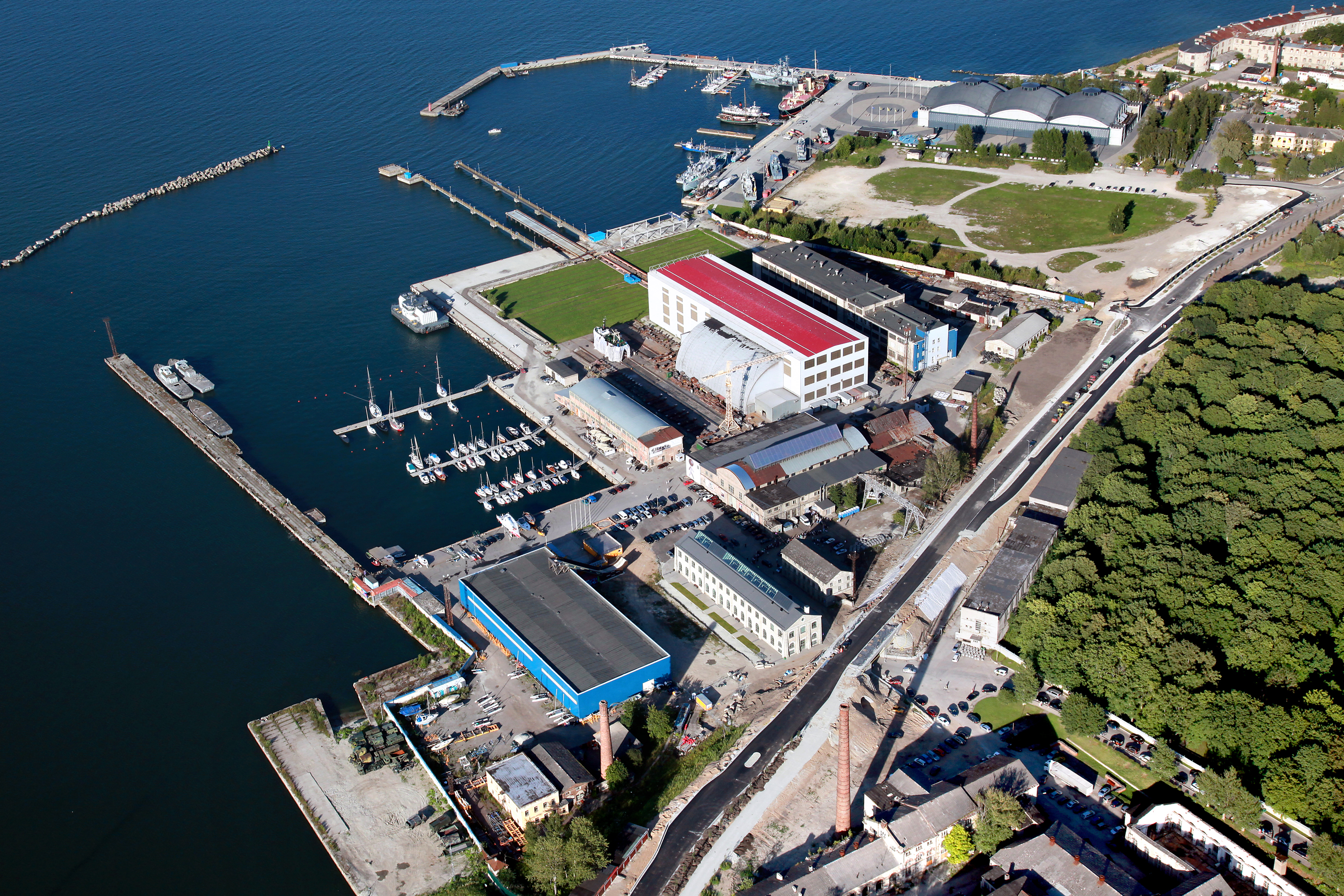
Noblessner 2015. Byggnaderna i nederdelen av bilden till vänster samt i bildens mitt har sedermera rivits för att bereda plats för bostadshus.
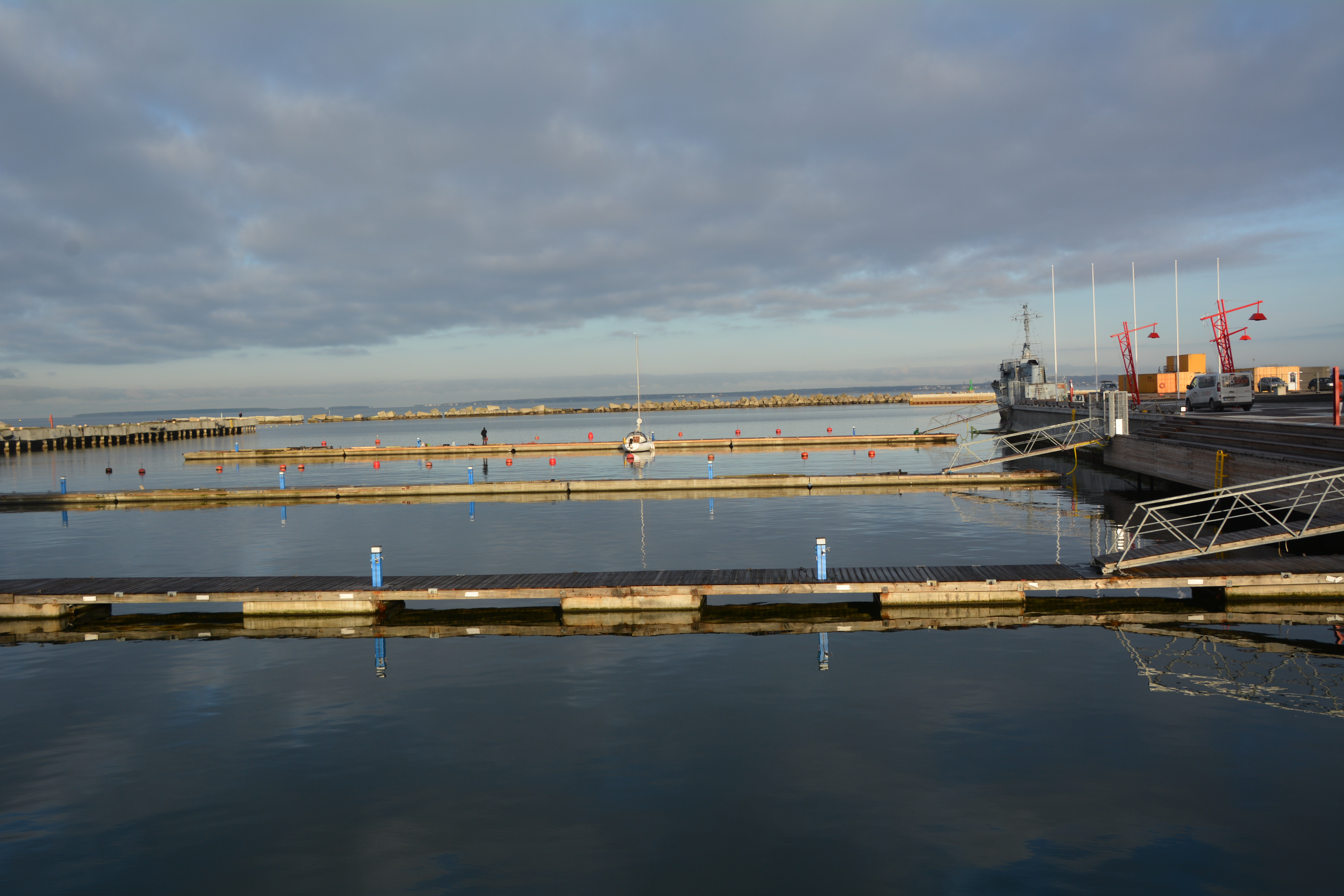
Noblessner Marina, november 2019